# 維格河 (阿勒河支流)
47°18′56″N 7°53′32″E / 47.31556°N 7.89235°E

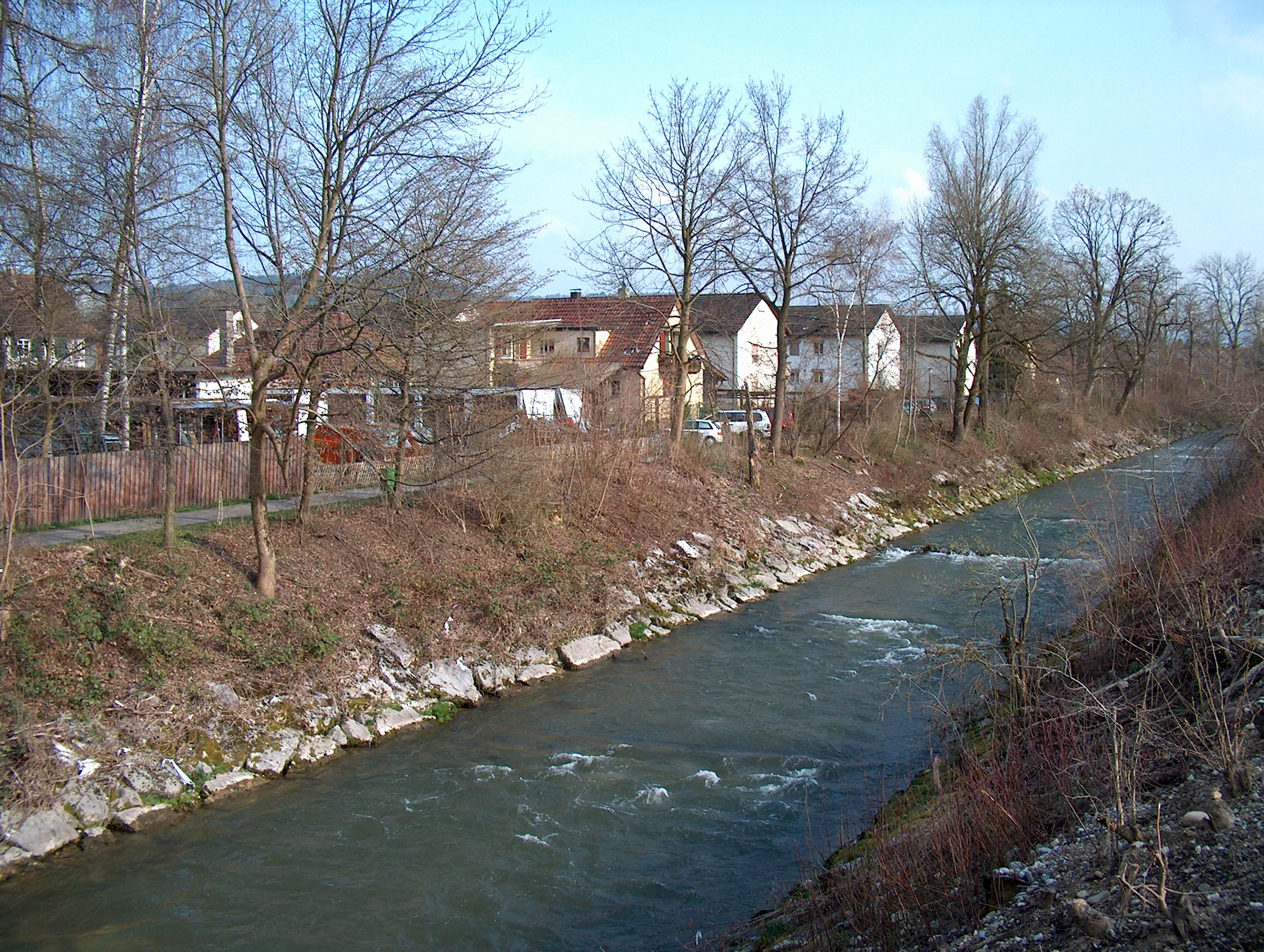

維格河是瑞士的河流，位於該國中部，流經盧塞恩州和阿爾高州，屬於阿勒河的支流，河道全長41公里，流域面積380.3平方公里，發源自納普夫山以北，河口處在羅特里斯特和阿爾堡之間。